# Zdeněk Holub (ur. 1996)
Zdeněk Holub (ur. 19 lutego 1996) – czeski żużlowiec.

## Życiorys

### Kariera sportowa
Srebrny medalista młodzieżowych indywidualnych mistrzostw Czech (2013).
Brązowy medalista drużynowych mistrzostw Europy juniorów (Opole 2013). Finalista indywidualnych mistrzostw świata juniorów, jako zawodnik z „dziką kartą” (2012 – XXVIII miejsce). Finalista indywidualnych mistrzostw Europy juniorów (Güstrow 2013 – XVII miejsce). Finalista mistrzostw Europy par (Herxheim 2013 – VI miejsce). Brązowy medalista drużynowych mistrzostw świata juniorów (Pardubice 2013).

### Życie prywatne
Syn Zdenka Holuba, również żużlowca.